# Саппінгтон (Міссурі)
Саппінгтон (англ. Sappington) — переписна місцевість (CDP) в США, в окрузі Сент-Луїс штату Міссурі. Населення — 7995 осіб (2020).

## Географія
Саппінгтон розташований за координатами 38°31′26″ пн. ш. 90°22′37″ зх. д. / 38.52389° пн. ш. 90.37694° зх. д. (38.523965, -90.377076).  За даними Бюро перепису населення США в 2010 році переписна місцевість мала площу 6,78 км², з яких 6,60 км² — суходіл та 0,18 км² — водойми. В 2017 році площа становила 6,20 км², уся площа — суходіл.

## Демографія
Згідно з переписом 2010 року, у переписній місцевості мешкало 7580 осіб у 3520 домогосподарствах у складі 2066 родин. Густота населення становила 1118 осіб/км².  Було 3756 помешкань (554/км²).
Расовий склад населення:
| - 93,6 % — білих - 2,7 % — азіатів - 1,5 % — чорних або афроамериканців - 0,1 % — корінних американців |

До двох чи більше рас належало 1,7 %. Частка іспаномовних становила 1,9 % від усіх жителів.
За віковим діапазоном населення розподілялося таким чином: 19,7 % — особи молодші 18 років, 56,2 % — особи у віці 18—64 років, 24,1 % — особи у віці 65 років та старші. Медіана віку мешканця становила 47,2 року. На 100 осіб жіночої статі у переписній місцевості припадало 88,7 чоловіків;  на 100 жінок у віці від 18 років та старших — 84,2 чоловіків також старших 18 років.
Середній дохід на одне домашнє господарство  становив 86 788 доларів США (медіана — 55 339), а середній дохід на одну сім'ю — 118 432 долари (медіана — 79 174). Медіана доходів становила 61 203 долари для чоловіків та 41 988 доларів для жінок. За межею бідності перебувало 5,3 % осіб, у тому числі 4,7 % дітей у віці до 18 років та 6,7 % осіб у віці 65 років та старших.
Цивільне працевлаштоване населення становило 3163 особи. Основні галузі зайнятості: освіта, охорона здоров'я та соціальна допомога — 28,6 %, науковці, спеціалісти, менеджери — 12,0 %, виробництво — 11,6 %.